# Elecciones estatales de Chihuahua de 1995
Las elecciones estatales de Chihuahua de 1995 se llevaron a cabo el domingo 2 de julio de 1995, y en ellas fueron renovados los siguientes cargos de elección popular:
- 24 diputados del Congreso del Estado. 18 electos por mayoría relativa en cada uno de los Distrito Electorales y 6 electos por el principio de representación proporcional mediante un sistema de lista.
- 67 ayuntamientos. Compuestos por un presidente municipal y regidores, electos para un periodo de tres años no reelegibles para el periodo inmediato.

## Resultados electorales

### Ayuntamientos
| Partido/Alianza                               | Partido/Alianza                                          | Municipios |
| --------------------------------------------- | -------------------------------------------------------- | ---------- |
|                                               | Partido Acción Nacional                                  | 9          |
|                                               | Partido Revolucionario Institucional                     | 56         |
|                                               | Partido de la Revolución Democrática                     | 1          |
|                                               | Partido del Frente Cardenista de Reconstrucción Nacional | 0          |
|                                               | Partido del Comité de Defensa Popular                    | 0          |
|                                               | Partido del Trabajo                                      | 1          |
|                                               | Partido Verde Ecologista de México                       | 0          |
|                                               | Partido Popular Socialista                               | 0          |
| Fuente: Instituto de Mercadotecnia y Opinión. |                                                          |            |

#### Ayuntamiento de Chihuahua
|  | 40.50 % |

|  | 46.42 % |

|  | 0.00 % |

|  | 4.06 % |

|  | 1.20 % |

|  | 6.23 % |

|  | 0.01 % |

|  | 98.43 % |

|  | 1.57 % |

|  | 37.64 % |

|  | 62.36 % |

#### Ayuntamiento de Juárez
|  | 45.08 % |

|  | 44.52 % |

|  | 0.00 % |

|  | 3.96 % |

|  | 3.34 % |

|  | 0.00 % |

|  | 0.00 % |

|  | 0.03 % |

|  | 96.92 % |

|  | 3.08 % |

|  | 54.66 % |

|  | 45.34 % |

### Congreso del Estado de Chihuahua

Distribución de los distritos de Chihuahua por partido político:
Partido Acción Nacional
Partido Revolucionario Institucional

|  | 39.22 % |

|  | 46.48 % |

|  | 0.81 % |

|  | 6.10 % |

|  | 1.80 % |

|  | 1.74 % |

|  | 0.02 % |

|  | 1.69 % |

|  | 2.14 % |

|  | 100 % |